# DJ Pierre (DJ, 1984)

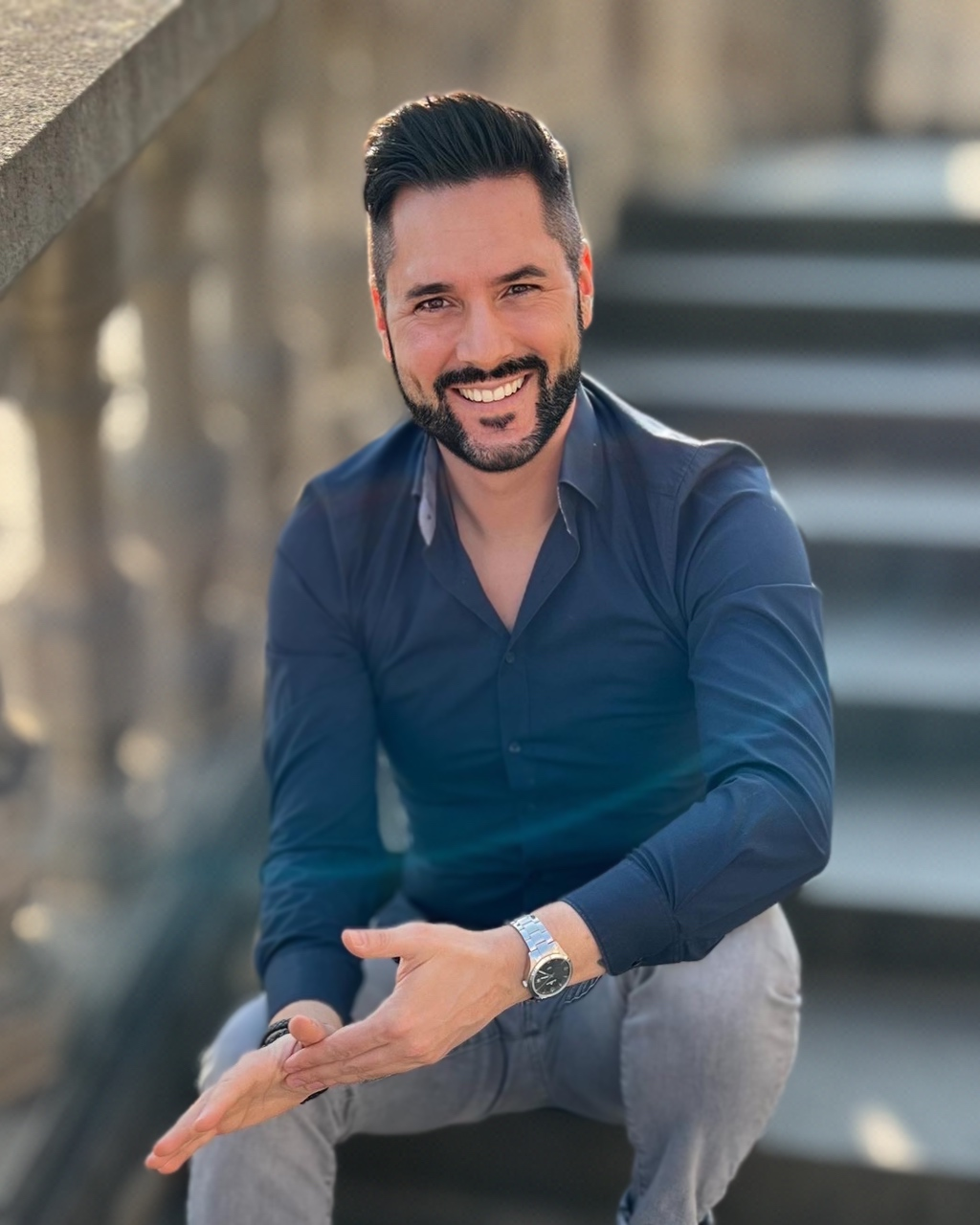
DJ Pierre, 2022

DJ Pierre (eigentl. Pierre Hirsch de Hesselle; * 21. Februar 1984 in Frechen) ist ein deutscher Moderator und Schlager-DJ.

## Leben
DJ Pierre nahm 2014 am Wettbewerb „Schlager-DJ des Jahres“ der Plattform Schlager-Planet teil und belegte den 2. Platz. Mit Manager und Produzent Sven Greiner veröffentlichte er 2019 das Album So geil! (Die 90er), für das bekannte Hits der 90er-Jahre mit deutschen Texten neu vertont wurden. Am Album wirkten die Musiker Ross Antony, Norman Langen, Anna-Carina Woitschack und Julia Lindholm mit.
2022 war er als Moderator im Bereich Schlager, auf der Veranstaltungsreihe Anna-Carina Woitschack & Friends, unter der Regie von Stefan Mross tätig.
DJ Pierre lebt in Frechen bei Köln.

## Diskografie
Kompilationen
- 2022: DJ Pierre präsentiert: Die Mega Hits[6]
- 2019: So geil! (Die 90er)

Singles
- 2025: DJ Pierre x Leon Steer - Sommerlied[7]
- 2022: Paulina Wagner feat. DJ Pierre – Mädchen Mädchen[8]
- 2021: DJ Pierre – Konfeddi[9]
- 2019: DJ Pierre feat. Ich bin Fröhlich – So Geil
- 2019: DJ Pierre feat. Engel und Bengel – Wettrennen

Remixe:
- 2022: Davin Herbrüggen – Irgendwann, Irgendwo (DJ Pierre Remix)

## Belege
1. ↑  DJ ONKPI: SchlagerPlanet DJ-Wettbewerb Zweitplatzierter. In: schlagerplanet.com. Abgerufen am 27. August 2019.
2. ↑  Trackliste. Deutsche Charts – Offizielle Deutsche Charts, abgerufen am 14. Februar 2020
3. ↑  Musik – DJ Pierre veröffentlicht neues Album „So geil! (Die 90er)“. prosieben vom 5. Juli 2019; archiviert auf archive.org am 7. Juli 2019
4. ↑  Anna-Carina Woitschack mit Bata Illic, Michael Fischer, Eva Luginger, Timo und DJ Pierre – Live-Feuertaufe des Show-Programms „Anna-Carina Woitschack & Friends“ im fränkischen Burgau mit Bravour bestanden! In: Smago. 28. Februar 2022, abgerufen am 6. Januar 2023 (deutsch).
5. ↑  DJ Köln. Abgerufen am 19. Oktober 2023.
6. ↑  offizielle Charts. Abgerufen am 22. Mai 2022.
7. ↑  DJ PIERRE & LEON STEER Am 01.08.2025 bringen sie ein gemeinsames "Sommerlied" heraus! In: Smago. 25. Juli 2025, abgerufen am 12. August 2025.
8. ↑  Paulina Wagner hat den ultimativen Sommer-Sehnsuchtssoundtrack im Gepäck: Ihre brandneue Single „Mädchen Mädchen (DJ Pierre Remix)“ erscheint am 15.07. In: Telamo. 14. Juli 2022, abgerufen am 1. August 2022 (deutsch).
9. ↑  DJ Pierre die neue Single „Konfeddi“ ab 05.11.2021 erhältlich. In: Telamo. 4. November 2021, abgerufen am 9. November 2021 (deutsch).

| Personendaten    | Personendaten         |
| ---------------- | --------------------- |
| NAME             | DJ Pierre             |
| KURZBESCHREIBUNG | deutscher Schlager-DJ |
| GEBURTSDATUM     | 21. Februar 1984      |
| GEBURTSORT       | Frechen               |

1. ↑  DJ PIERRE & LEON STEER Am 01.08.2025 bringen sie ein gemeinsames "Sommerlied" heraus! In: Smago. 25. Juli 2025, abgerufen am 12. August 2025.